# Киевская товарная биржа

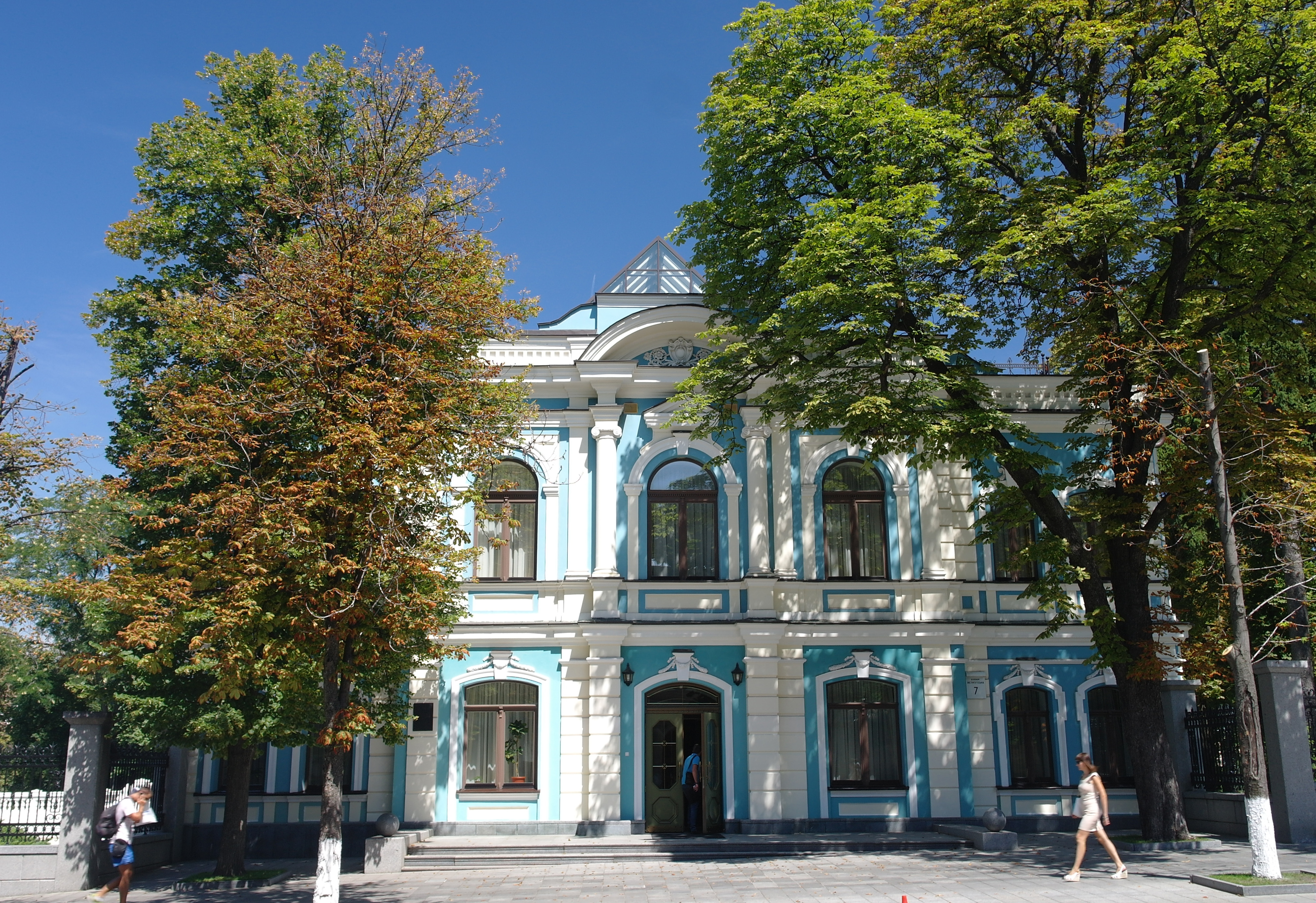
Здание биржи, Киев, Институтская ул., 7. Фото 2013 года

Киевская товарная биржа — крупный оптовый рынок в городе Киев Киевской губернии Российской империи.

## История

### 1869—1917
Киевская товарная биржа была основана 5 июня 1869 года по инициативе профессора Киевского университета Николая Бунге, который возглавлял в то время Киевскую контору Государственного банка, и издателя Иосифа Завадского. В докладной записке, подготовленной ими для губернских властей ещё в 1862 году, обосновывалась целесообразность открытия биржи в Киеве:
Киев легко мог бы сделаться торговым центром не только для Юго-Западного края, но и для губерний, находящихся по течению Днепра…, и при открытии в городе биржи она могла бы привлечь в Киев иногородних купцов… , производящих большие операции по закупке сахарного песка, хлеба, а также облегчить продажу и покупку государственных ценных бумаг и совершение кредитных сделок.
К этому времени оптовая закупка товаров по их образцам производилась на Киевской контрактовой ярмарке. На Киевской товарной бирже происходила активная торговля сахаром, хлебом, хлебным вином и тому подобное. При бирже действовало фондовое отделение. Торговые обороты биржи зависели от общих экономических факторов, но имели явно прогрессирующий характер. В первые годы существования биржи движение товаров и фондов на ней оценивалось примерно в 1 миллион рублей, на 1892 год — уже достигло 200 миллионов рублей и превзошло по этим показателям один из крупнейших в Российской империи агентов экспорта — Одесский порт. К 1881 году преобладающей над фондовой была торговля товарами, прежде всего сахаром (песком и рафинадом).
Вокруг Киевской товарной биржи консолидировалась торговая и промышленная, в основном сахаропромышленная, элита Правобережной Украины. На время основания биржи в биржевое общество записались 79 человек, среди которых, кроме местных предпринимателей, были ревельские, липовецкие, пинские и петербургские купцы. Со временем биржевое общество пополнилось такими представителями в сахаропромышленной отрасли, как Браницкие, Бродские, Бобринские, Терещенко, Ярошинские, и многими другими влиятельными предпринимателями. Первым и бессменным председателем биржевого комитета в течение нескольких десятилетий был киевский купец 1-й гильдии Н. Хряков. Хряков руководил биржевым комитетом вплоть до своей смерти в 1900 году, когда его должность занял лесопромышленник Семён Могилевцев, находившийся на этом посту до 1917 года.
Киевская товарная биржа действовала на основании устава, составленного по образцу устава Одесской товарной биржи и утверждённого 5 ноября 1865 года. В соответствии с ним, биржа определяла и открывала биржевые сборы (торги), курсовые дни, устанавливала порядок своей деятельности и содержание и тому подобное. Устав определял права и обязанности биржевого комитета, маклеров и гофмаклеров. В частности, в уставе Киевской товарной биржи отмечалось: «Киевская биржа есть сборное место для… сделок по всем отраслям торговли и промышленности, и для получения необходимых… сведений (п. 1). Киевская биржа открыта ежедневно кроме праздничных… дней (п. 4)». 28 ноября 1880 года был одобрен новый устав по образцу Московской товарной биржи. Согласно ему, крупные купцы, фабриканты и банкиры, составляли биржевое общество, получили право избирать биржевой комитет на несколько лет.
С 1877 по 1916 год выходили еженедельные биржевые бюллетени, в которых печатались сведения о заключённых сделках, цены на товары и фонды, цены на других внутренних рынках. Так, например, с 1898 года выходил торговый бюллетень «Киевская биржа» (редактор-издатель И. Пр. Бирюков).
С 1917 года Киевская товарная биржа не работала.

### После 1922
Возобновила свою деятельность в 1922 году. Обороты Киевской товарной биржи в течение 1922 года выросли с 37,7 до 177,6 миллионов рублей. Основными субъектами её деятельности в то время были представители государственных учреждений. С утверждением планового регулирования экономики в СССР Киевская товарная биржа, как и остальные биржи, прекратила своё существование.

## Здание Киевской биржи
Свою деятельность Киевская товарная биржа начала в Контрактовом доме на Подоле, а с последующим сосредоточением экономической и деловой жизни в центральной части Киева перебралась в 1873 году в новопостроенное (по проекту архитектора А. Шиле) помещение по улице Институтской, 7, с 1886 года — в дом (архитектор — П. Шлейфер) на углу Институтской и Крещатика (ныне не сохранился).
Интерьер последнего в работе А. С. Невзорова «Русские биржи» описывается следующим образом: «Роскошный биржевой зал помещается во втором этаже… убранство зала поражает изяществом и богатством, однако биржевой зал не бывает переполнен публикой. Это может быть объяснено отсутствием у местного купечества склонности к собраниям и малочисленностью состава биржевого общества». Далее указывается, что биржевых дельцов гораздо больше «собирается в обширной прихожей в нижнем этаже: правда, большинство здесь принадлежит к разряду „зайцев“. Последних собирается здесь особенно много между 3-4 часами дня».